# Beto Faro
José Roberto Oliveira Faro (Bujaru, 20 de junho de 1969), conhecido como Beto Faro, é um agricultor, sindicalista e político brasileiro, filiado ao Partido dos Trabalhadores (PT) e atualmente senador pelo Pará. Foi deputado federal pelo mesmo estado de 2007 a 2023.

## Biografia
Deputado federal, agricultor familiar e filiado ao PT desde 1987, Beto Faro acumulou larga experiência na militância sindical. Presidiu o Sindicato dos Trabalhadores Rurais de Bujaru, a Federação dos Trabalhadores na Agricultura (Fetagri-PA) e a Central Única dos Trabalhadores do Pará.
Destacou-se na luta pela consolidação do Programa Nacional de Fortalecimento da Agricultura Familiar (PRONAF) e de outras políticas públicas para a população rural.
Foi eleito deputado federal em 2014, para a 55.ª legislatura (2015-2019), pelo Partido dos Trabalhadores. Como deputado federal, votou contra a admissibilidade do processo de impeachment de Dilma Rousseff. Já durante o Governo Michel Temer, votou contra a PEC do Teto dos Gastos Públicos.[carece de fontes?] Em abril de 2017 foi contrário à Reforma Trabalhista.[carece de fontes?] Em agosto de 2017 votou a favor do processo em que se pedia abertura de investigação do presidente Michel Temer.[carece de fontes?]
Na Câmara dos Deputados, foi vice-líder do PT e vice-presidente da Comissão de Agricultura, Pecuária, Abastecimento e Desenvolvimento Rural. Em 2010, foi o mais votado entre os candidatos do PT, alcançando a reeleição com 169.504 votos.
Em 2022 foi candidato ao senado, sendo eleito com 1.781.582 votos. Tornou-se líder da bancada do PT no Senado em 2024, sucedendo Fabiano Contarato (ES).

## Desempenho eleitoral
| Ano  | Eleição           | Partido | Cargo             | Votos     | %      | Posição  | Ref    |
| ---- | ----------------- | ------- | ----------------- | --------- | ------ | -------- | ------ |
| 1998 | Estaduais no Pará | PT      | Deputado Estadual | 5.031     | 0,31%  | Suplente | [ 4 ]  |
| 2002 | Estaduais no Pará | PT      | Deputado Federal  | 44.269    | 1,82%  | Suplente | [ 5 ]  |
| 2006 | Estaduais no Pará | PT      | Deputado Federal  | 72.148    | 2,54%  | Eleito   | [ 6 ]  |
| 2010 | Estaduais no Pará | PT      | Deputado Federal  | 169.540   | 5,40%  | Eleito   | [ 7 ]  |
| 2014 | Estaduais no Pará | PT      | Deputado Federal  | 142.970   | 4,18%  | Eleito   | [ 8 ]  |
| 2018 | Estaduais no Pará | PT      | Deputado Federal  | 143.822   | 4,11%  | Eleito   | [ 9 ]  |
| 2022 | Estaduais no Pará | PT      | Senador           | 1.781.582 | 42,55% | Eleito   | [ 10 ] |